# L'Autre France
Pour plus de détails, voir Fiche technique et Distribution.
L'Autre France est un film français réalisé par Ali Ghalem et sorti en 1977.

## Synopsis
Rachid, un ouvrier algérien, est venu chercher du travail en France, dans une usine. La vie n'est pas facile, mais il s'organise. Renvoyé sans préavis, il part à Roubaix où un ami peut l'aider. La vie continue, le travail est dur. Après avoir distribué des tracts syndicaux, Rachid est contraint de regagner Paris où il travaille désormais sur un chantier. Après un accident du travail, une grève est déclenchée. Son ami Mohamed est expulsé vers l'Algérie, alors que Rachid continue d'animer la grève.

## Fiche technique
- Titre : L'Autre France
- Réalisation : Ali Ghalem
- Scénario : Ali Ghalem et Jacqueline Narcy
- Photographie : Jean Charvein
- Son : Bernard Ledu
- Montage : Sabine Mamou, Alain Brugier et Nicole Grob
- Musique : Dahmane El Harrachi
- Production : Ali Ghalem
- Production exécutive : 7 production (Liane Willemont)
- Société de production : Diffusion internationale des films du Tiers Monde
- Pays de production :   France
- Format : couleur - 35 mm - 1,66:1 - Mono
- Genre : drame social
- Durée : 80 minutes
- Date de sortie : France - 9 mars 1977

## Distribution
- Ahmed Taybi : Ahmed
- Tahar Cheriaa
- Mazouz Ould-Abderrahmane
- Salah Teskouk
- Mahmoud Zemmouri
- Mohamed Abaid
- Mahieddine Abdelkader
- Djéloul Beghoura
- Bekate
- Mahmoud Benyacoub
- Evelio Gil Boliva
- Jean-Loup Bourel
- Jean-Philippe Derueda
- Hassane Fall
- Roger Joligars
- Nejmaddine Karaoui
- Djanet Lachmet
- Yves Péron
- André Rouille
- Salah Saihi
- Abderahmane Sfaxi
- Marie-Constance Souvignier
- Yannis Tsikis
- Monique Vérité
- Micjel Whal
- Gérard Zeidman